# Flush deck

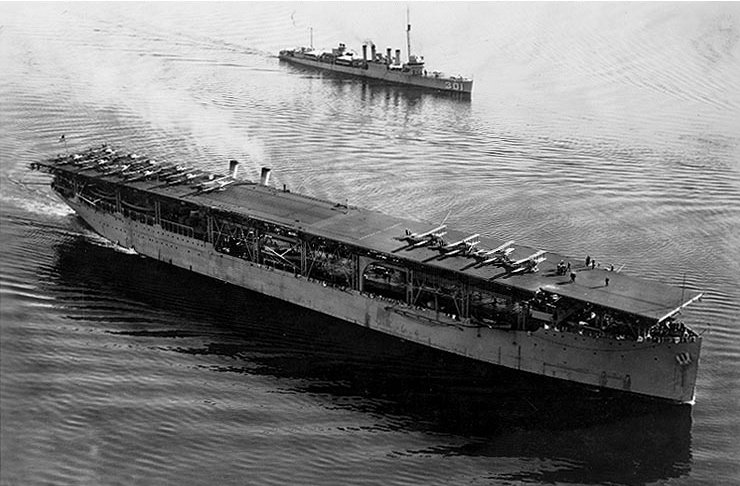
L' était un porte-avions avec un pont supérieur de type Flush deck.

Flush deck est un terme anglophone d'architecture navale. Il évoque le fait qu'un navire soit construit avec un pont supérieur s'étendant sans interruption de l'avant à l'arrière. Il n'y a pas de teugue, pas même un gaillard à l'avant ni une dunette à l'arrière. Les navires de ce type sont dénommés « flush deckers », bien que cela soit souvent pris comme référence à trois classes de destroyers de l'United States Navy, les classes Caldwell, Wickes et Clemson. 
Dans la marine nationale française, les escorteurs rapides, les avisos escorteurs ou encore les escorteurs côtiers avaient une coque flush deck.
Pour les porte-avions, cela signifie qu'aucune superstructure n'encombre le pont d'envol, ce qui était le cas de plusieurs porte-avions japonais.
L'équivalent français (terme plus ou moins tombé en désuétude) est le terme franc-tillac.